# Aixa
Aisha bint Muhammad ibn al-Ahmar, llamada Aisha al-Hurra (la Honesta u Honrada) y conocida en la tradición española como Aixa; fue una reina de la dinastía nazarí del siglo XV, hija del rey Mohammed IX, esposa de Muley Hacén y madre de Boabdil el Chico, a quien ayudó, con el apoyo de los Abencerrajes, a acceder al trono de Granada. Favorecedora de las intrigas palaciegas y rival de Zoraida (Isabel de Solís), fue el alma de la resistencia contra los Reyes Católicos y acompañó en 1493 a su hijo a Fez, al exilio, donde murió al poco tiempo.

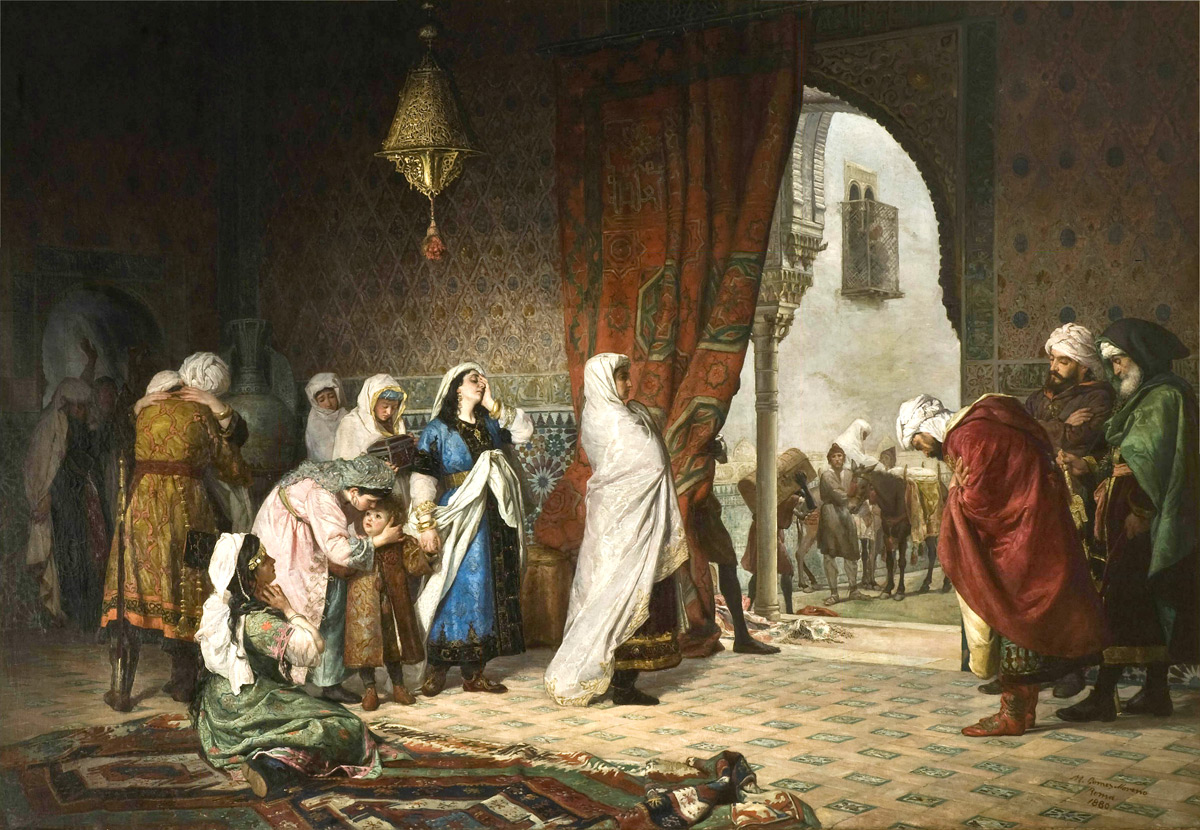
La reina Aixa, representada en la obra de Manuel Gómez-Moreno Salida de la familia de Boabdil de la Alhambra (1880) como personaje central del cuadro.

La leyenda dice que, cuando iban camino de las Alpujarras, entre las actuales poblaciones de Villa de Otura y Padul, Boabdil volvió la vista atrás llorando para contemplar Granada por última vez y Aixa le dijo:

ابك اليوم بكاء النساء على ملك لم تحفظه حفظ الرجال
Ibki l-yawma bukā'a n-nisā'i ʿalā mulkin lam taḥfaẓhu ḥifẓa r-rijāl
«Llora como una mujer lo que no supiste defender como un hombre».

Debido a esto el puerto de montaña recibe el nombre del Suspiro del Moro.
Entre los musulmanes también fue conocida como Fátima la Horra (al-Hurra es un título nobiliario que significa «Mujer Libre») debido al hecho de que ella era una de las descendientes vivas de Mahoma.

## Vida
Nació como miembro de la dinastía nazarí gobernante de Granada, probablemente hija de Muhammed IX.
Poseía personalmente varios palacios y propiedades. Las princesas nazaríes tenían control sobre sus propios bienes (dote) de acuerdo con la ley islámica y eran libres de disponer de ellos como quisieran, siempre que siguieran observando la reclusión de su harén.
Los príncipes de la dinastía nazarí podían tener muchas concubinas esclavas, pero normalmente solo se casaban con miembros de la dinastía nazarí para beneficiar la legitimidad dinástica, forjar alianzas entre diferentes fracciones familiares y mantener la propiedad real en la familia. Aixa se casó primero con Muhammed XI; después de su muerte en 1455, fue casada por su sucesor Abu Nasr Saad con su heredero, Abu l-Hasan Ali. Su segundo matrimonio fue probablemente un intento de hacer las paces entre las facciones rivales de la dinastía. Aixa fue exiliada a otro palacio con sus hijos Boabdil, Abu al-Hajjaj Yúsuf y Aixa después de que su esposo se enamorara de su esclava cristiana Isabel de Solís y se casara con ella.
En 1482, Aixa se alió con las opositores Abencerrajes y depuso a su marido en favor de su hijo Boabdil. Aixa fue políticamente activa durante el reinado de su hijo y en 1483, manejó las negociaciones para la liberación de este, que había sido hecho cautivo por Castilla.
Era conocida por ser una patriota extrema, ya que quería seguir luchando hasta la muerte con mujeres, niños y ancianos, incluso cuando el ejército de Granada fue derrotado por los Reyes Católicos. Culpó de la derrota a los traidores del reino que se permitieron traicionar a su país por grandes sumas de dinero y propiedades si convencían a su rey de que entregara el Reino de Granada.
Después de la caída de Granada en 1492, siguió a su hijo al exilio, primero a las Alpujarras y en 1493 a Fez.

## En la ficción
- Cristóbal Colón de oficio descubridor (película, 1982), interpretada por Rafaela Aparicio.
- Réquiem por Granada (serie, 1990), interpretada por Delia Boccardo.
- Isabel (serie, 2012-2014), interpretada por Alicia Borrachero.